# レイ郡 (テネシー州)
レイ郡（英: Rhea County）は、アメリカ合衆国テネシー州の南部に位置する郡である。2010年国勢調査での人口は31,809人であり、2000年の28,400人から12.0%増加した。郡庁所在地はデイトン市（人口7,191人）であり、同郡で人口最大の都市でもある。

## 歴史
レイ郡は、テネシー州の政治家でアメリカ独立戦争の退役兵ジョン・レイに因んで名付けられた。
1830年代にアメリカ合衆国政府がチェロキー族を強制移住させた涙の道の一部が郡内を通っている。
南北戦争のとき、東テネシーでは珍しく南軍側に同調的な郡だった。1861年の東テネシー会議に代表派遣を拒んだ唯一の郡だった。南軍のために7個中隊を立ち上げたが、これは北軍向けの1個中隊と比べれば著しく多い。
南北両軍では唯一の女性の騎兵隊も立ち上げた。1862年に結成されたものであり、10代と20代の若い女性で構成されていた。彼女たちは部隊の名前をレイ郡スパルタンズと名付けた。1863年まで、このスパルタンズは軍隊の最愛の者達を訪問するだけであり、現代の慰問品に相当するものを届けた。1863年に北軍がレイ郡に入ってくると、スパルタンズは南軍のためにスパイを行った可能性がある。1865年4月、レイ郡ユニオニストの命令でスパルタンズの隊員は逮捕され、テネシー川まで行進させられた。そこからはUSSチャタヌーガに乗船してチャタヌーガ市に送られた。チャタヌーガ市に入ると、北軍士官が彼女たちを恐れるに足らないと認め、釈放してレイ郡に送り返した。彼女たちはアメリカ合衆国政府に対する忠誠の誓いを求められた。スパルタンズは南軍で公式に認められた部隊ではなかった。
1890年、郡庁所在地がワシントンの町から現在のデイトンに移された。これはデイトンを通るシンシナティ・チャタヌーガ鉄道が完成したことを反映していた。
テネシー州ではバトラー法によって公立学校で進化論を教えることが禁じられたことにより、1925年にレイ郡で進化論裁判が行われた。この裁判は世紀の裁判と呼ばれたものの中でも最初期のものだった。裁判ではウィリアム・ジェニングス・ブライアンが検察官となり、裁判が終わった直後にデイトンで死んだ。近年ブライアンの彫像がレイ郡庁舎の前に建てられた。1954年、法律は学校での聖書教育と共に進化論を教えることを認めるように修正された。2004年6月8日、連邦政府控訴裁判所はアメリカ合衆国憲法修正第1条の政教分離原則に違背しているとして、聖書の教育を禁止する裁定を下した。
2004年3月16日、レイ郡郡政委員のJ・C・ファゲイトがテネシー州ではホモセクシャルを禁じる採決を提案し、郡では「自然に反する犯罪」として彼らを告訴することを認めた。この提案は8対0で可決された。ファゲイトの挙げた理由は「彼らをここから出て行かせる必要がある」というものだった。この採決に加わった委員の何人かはその後の選挙で再選を求めなかったか、あるいは落選した。この採決は3月18日に撤回された。これに対する抗議で、レイ郡で「ゲイの日」が5月8日に開催され、約300人が参加した。その前年に「ローレンス対テキサス州事件」裁判でアメリカ合衆国最高裁判所が、同性愛者による肛門性交を禁じたテキサス州刑法の規定を違憲無効と裁定していたので、レイ郡のこの法はテネシー州最高裁判所から取り消された可能性が強かったというのが、多くの法律専門家の考えである。

## 地理
アメリカ合衆国国勢調査局に拠れば、郡域全面積は336平方マイル (870 km2)であり、このうち陸地316平方マイル (820 km2)、水域は20平方マイル (52 km2)で水域率は6.08%である。

### 隣接する郡
- カンバーランド郡 - 北
- ローン郡 - 北東
- メグズ郡 - 東
- ハミルトン郡 - 南
- ブレッドソー郡 - 西

## 人口動態

人口ピラミッド

以下は2000年の国勢調査による人口統計データである。
| 基礎データ - 人口: 28,400人 - 世帯数: 11,184 世帯 - 家族数: 8,108 家族 - 人口密度: 35人/km2（90人/mi2） - 住居数: 12,565軒 - 住居密度: 15軒/km2（40軒/mi2） 人種別人口構成 - 白人: 95.41% - アフリカン・アメリカン: 2.04% - ネイティブ・アメリカン: 0.39% - アジア人: 0.29% - 太平洋諸島系: 0.04% - その他の人種: 0.75% - 混血: 1.08% - ヒスパニック・ラテン系: 1.67% | 年齢別人口構成 - 18歳未満: 23.7% - 18-24歳: 10.0% - 25-44歳: 27.5% - 45-64歳: 25.0% - 65歳以上: 13.8% - 年齢の中央値: 37歳 - 性比（女性100人あたり男性の人口） - 総人口: 94.3 - 18歳以上: 91.7 世帯と家族（対世帯数） - 18歳未満の子供がいる: 31.2% - 結婚・同居している夫婦: 57.4% - 未婚・離婚・死別女性が世帯主: 11.2% - 非家族世帯: 27.5% - 単身世帯: 23.8% - 65歳以上の老人1人暮らし: 9.9% - 平均構成人数 - 世帯: 2.46人 - 家族: 2.90人 | 収入と家計 - 収入の中央値 - 世帯: 30,418米ドル - 家族: 35,580米ドル - 性別 - 男性: 30,066米ドル - 女性: 21,063米ドル - 人口1人あたり収入: 15,672米ドル - 貧困線以下 - 対人口: 14.7% - 対家族数: 11.4% - 18歳未満: 19.0% - 65歳以上: 15.2% |

## 都市と町
- デイトン - 郡庁所在地
- グレイズビル
- スプリングシティ

### 未編入の町
- イーブンズビル
- フレーザー
- グランドビュー
- オールドワシントン

### 廃村
- レイスプリングス

## 郡政府
レイ郡は地方政府の形態として郡政委員会を採用している。現在の郡長はジョージ・サッカーである。郡政委員は9人であり、それぞれが郡内の選挙区を代表している。郡庁と郡政委員の任期は4年間である。

## 政治
レイ郡は大統領選挙やアメリカ合衆国議会議員の選挙で共和党と見なされている。2008年の大統領選挙ではジョン・マケインを支持した。民主党の大統領候補で最後にレイ郡を制したのは1976年のジミー・カーターだった。1992年と1996年の大統領選挙では、ビル・クリントンが共和党の対立候補の得票率を50%未満とするまで善戦した。この2回の選挙でロス・ペローはそれぞれ11.2%と7.6%の支持を得た。
アメリカ合衆国下院議員の選挙ではテネシー州第3選挙区に属し、共和党員のチャック・フライシュマンを送り出していた。2003年までは第4選挙区に属しており、レイ郡出身のバン・ヒリアリーが議員だった。ヒリアリーは2002年の知事選挙に出馬したが落選した。2013年からレイ郡は再度第4選挙区に戻り、現在は共和党員のスコット・デスジャーレスが議員である。テネシー州選出上院議員にはボブ・コーカーと元知事のラマー・アレクサンダーが代表になっている。
州議会では下院の第31選挙区に属し、共和党員のジム・コブが議員である。コブは2006年11月に初めて選ばれた。この第31選挙区はレイ郡とハミルトン郡の北部からなっている。上院では第12選挙区に属し、共和党員のケン・イエーガーが代表である。
郡政府では郡長や郡政委員などの役人がおり、無党派選挙で選出されている。昔は党派選挙で行われ、民主党が優勢だった。郡のレベルでは党派よりも個人の知名度と評判の要素が強い。

## 教育
郡が管理する公共教育体系が郡内の大半をカバーしている。この体系は小学校3校、中学校2校、幼稚園生から8年生までの学校2校、高校1校、オールターナティブスクール1校を運営している。幼稚園生から8年生までの学校であるレイ・セントラル小学校は児童数で州内最大のこの種の学校である。
デイトン市は市域に住む児童のために幼稚園生から8年生までの学校1校を運営している。しかし、市内には高校が無いので、郡内の公立学校の児童生徒は全てイーブンズビルにあるレイ郡高校に進学する。レイ郡高校の生徒数は約1,500人である。
4年制キリスト教系の教養カレッジであるブライアン・カレッジがデイトンにキャンパスを持っている。このカレッジはウィリアム・ジェニングス・ブライアンに因んで名付けられた。チャタヌーガ州立工科コミュニティ・カレッジもデイトン市に小さなサテライト・キャンパスを持っている。